# Jennifer Finnigan

Jennifer Christina Finnigan (22 de agosto de 1979) es una actriz canadiense, reconocida por su papel como Maddie Putney en la sitcom Better with You  o Grace Barrows en la serie Salvation.

## Biografía
Mide 1.70 m.
Entre 1998 y 2000, apareció en varios programas canadienses, entre ellos "La Femme Nikita".
A mediados de 2000, se mudó a Estados Unidos y comenzó a trabajar en la telenovela "The Bold and the Beautiful", donde estuvo hasta enero de 2004. Su actuación allí le valió tres Daytime Emmy Awards consecutivos como Actriz Joven Destacada (es la primera persona en lograrlo). Participó en series como "Crossing Jordan" y "Commited" y desde 2005 protagonizó "Close to Home" durante dos temporadas
Está casada con su compañero en la película Beethoven's Big Break, el actor Jonathan Silverman desde junio de 2007.

## Filmografía

### Cine
| Año  | Título                | Notas |
| ---- | --------------------- | ----- |
| 2006 | Nice Guys             |       |
| 2008 | The Coverup           |       |
| 2008 | Beethoven's Big Break |       |
| 2010 | Conception            |       |

### Televisión
| Año        | Título                          | Notas               |
| ---------- | ------------------------------- | ------------------- |
| 1998       | The Mystery Files of Shelby Woo |                     |
| 1999       | Big Wolf on Campus              |                     |
| 1999-2009  | Student Bodies                  |                     |
| 2000       | La Femme Nikita                 |                     |
| 2000       | Are You Afraid of the Dark?     |                     |
| 2000       | The Fearing Mind                |                     |
| 2000       | The Stalking of Laurie Show     | Película para la TV |
| 2000-2004  | The Bold and the Beautiful      |                     |
| 2001       | Largo Winch                     |                     |
| 2004       | Crossing Jordan                 |                     |
| 2005       | Committed                       |                     |
| 2005-2007  | Close to Home                   |                     |
| 2005 -2007 | The Dead Zone                   |                     |
| 2008       | Playing for Keeps               | Película para la TV |
| 2009       | Inside the Box                  | Película para la TV |
| 2010       | Wedding for One                 | Película para la TV |
| 2010-2011  | Better with You                 |                     |
| 2014-2016  | Tyrant                          |                     |
| 2017-2018  | Salvation                       |                     |